# Henri Lesur
Henri Lesur, né en 1892 et mort en 1971, est un footballeur international français.

## Biographie
Son poste de prédilection est attaquant. Il compte six sélections en équipe de France de football, 
- Belgique-France à Bruxelles au stade du Vivier d'Oie en 1913,
- France-Angleterre amateur au stade olympique Yves-du-Manoir à Colombes en 1913,
- Suisse-France au stade des Charmilles à Genève en 1913,
- France-Belgique à Lille au stade de la route de Dunkerque en 1914,
- Italie-France à Turin au stade Piazza d'Armi en 1914,
- Hongrie-France à Budapest au Üllöi Ut en 1914[2].

Henri Lesur était aussi sélectionné au sein des Lions des Flandres.  Il inscrit notamment le 1er but du match opposant les Lions à la Ligue de football association parisienne le 4 janvier 1914.
Lors de la Première Guerre mondiale, il est blessé et fait prisonnier le 23 août 1914 au combat de Saint-Gérard, il est ensuite interné au camp d'Altengrabow.

### Clubs successifs
- US Tourcoing

### Carrière
Dans une France qui possédait des trésors sans toujours le savoir, Henri était présenté comme l'un des meilleurs ailiers de sa génération. Il tenta de le prouver en sélection sans toutefois parvenir à marquer le moindre but, ni même à adresser une passe décisive. Il disparut de la scène du football au début de l'année 1914 alors que la guerre menaçait.